# Perfilación criminal

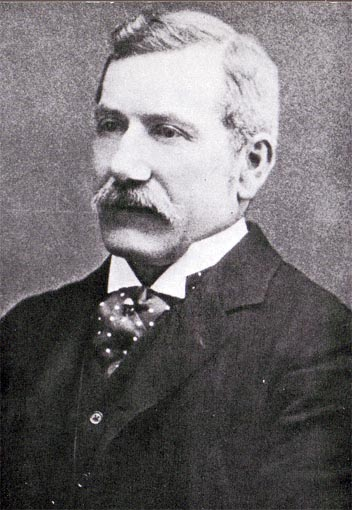
El doctor Thomas Bond, conocido por ser el primer perfilador criminal de la historia.

La perfilación criminal es una técnica de investigación criminológica derivada del análisis que se realiza a los diferentes patrones conductuales en los agresores conocidos, para con ello definir y crear tipologías (perfilación criminal inductiva) y así auxiliar en la resolución de crímenes en los casos donde se desconoce al responsable, a partir de los indicios físicos y psicológicos encontrados en la escena del crimen (perfilación criminal deductiva).
El perfil criminológico se puede definir por tanto como una estimación de las características biográficas y del estilo de vida de una persona que ha cometido una serie de crímenes y que todavía no ha sido identificada. Se utiliza generalmente en presencia de crímenes graves como puede ser homicidios o asesinatos y delitos contra la libertad o indemnidad sexual. Puede ser muy beneficioso en el ámbito judicial, tanto en la fase de instrucción (para aplicar medidas cautelares) como en la fase de juicio oral aportando pruebas periciales, esclareciendo los motivos de la comisión del delito, el modus operandi y el vinculamiento de los casos (si es que existe más de un delito y está relacionado).
Existen varios métodos para llevar a cabo un perfil criminológico dependiendo de las pruebas que haya. Por un lado, tenemos el método inductivo, que se basa en el estudio de casos ya existentes con el fin de extraer patrones de conductas que sea común a este tipo de agresores. Este tipo de método se desarrolla sobre todo en las cárceles, entrevistando a los propios criminales. Por otro lado, tenemos el método deductivo, que se centra en el análisis de la escena del crimen y otro tipo de pruebas que haya podido dejar atrás el criminal, consiste en un estudio tanto físico como psicológico. Estudia las pruebas forenses, la victimología, características emocionales, motivacionales y de ahí se infieren las características del criminal desconocido. Por último, cabe mencionar el perfil geográfico, que forma parte del método inductivo, ya que se comparan las características de otros comportamientos criminales similares de población conocida. 
Los profesionales que se han encargado de practicar el perfil criminal han incluido históricamente un espectro numeroso de investigadores, científicos del comportamiento, de las ciencias sociales y expertos forenses. Su contribución se ha dirigido a reducir el número de los posibles sospechosos, ayudar a vincular diferentes casos criminales, y a desarrollar nuevas líneas de investigación en casos no resueltos, que están “atascados” o de lesa humanidad.
El término offender profiling  (“perfil del delincuente”) fue creado por los agentes del FBI en el centro de entrenamiento de Quantico (Virginia Oeste) en los años '70, para describir la técnica de describir el comportamiento y características probables del autor desconocido de un asesinato.
Similarmente y de acuerdo con Ressler y colaboradores (1986), citados por Homant y Kennedy (1998) y Ailt y Reese en 1980, citados por Knight (1998), el uso de perfiles psicológicos en los crímenes puede ayudar a determinar el tipo de personalidad del criminal y sus características conductuales desde un análisis de los crímenes que él o ella hayan cometido; la técnica permite realizar un perfil del agresor tenga o no tenga antecedentes judiciales, si los tiene sería un criterio facilitador para la elaboración del perfil (Homant,1998); esta definición está relacionada con la del FBI (Federal Boureau of Investigation), la cual determina que el perfil criminal es una herramienta que ayuda a obtener información específica del delincuente agilizando la investigación, además brinda información a la policía sobre la manera más adecuada de interrogar sospechosos.
El uso de la psicología para capturar criminales tuvo inicios literarios que datan de 1841 con los “asesinatos de la calle morgue” de Edgar Allan Poe; sin embargo, en la vida real esta aplicación tuvo principio en Gran Bretaña en el año de 1888 cuando el Dr. George B. Philips, patólogo forense, diseñó el método “modelo – herida”; este modelo se basaba en la comprensión de la naturaleza de las lesiones de la víctima como base para la elaboración estadística del perfil del delincuente. (Turvey 1999).

## Perfilación cognitiva
Los delincuentes comparten algunos rasgos cognitivos que facilitan su clasificación y detección. Algunos de estos rasgos son:
- Cognición impersonal vs interpersonal. Dificultad para ponerse en el lugar de los otros, comprender el punto de vista y la percepción de los otros respecto de uno mismo y empatía. Ejemplo: Alfredo Galán, el asesino de la Baraja.
- Razonamiento concreto vs abstracto. Patrón cognitivo orientado a la acción más que a la reflexión y la planificación. Buscan inmediatez en los resultados. Dificultades para planificar y establecer las consecuencias a largo plazo. Dificultad para percibir los aspectos “no evidentes” de las personas (sentimientos o pensamientos). Ejemplo: Marcos Mirás, asesino del Día de la Madre.
- Impulsividad vs autocontrol. Carencia de estrategias efectivas de autocontrol. Dificultad para demorar la gratificación. La ansiedad que les produce un problema no la reducen con el análisis y el autocontrol, sino actuando impulsivamente. Incapacidad para utilizar la mediación verbal para regular su conducta. Ejemplo: Juan Carlos Aguilar, el falso monje de Shaolin Barakaldo.
- Rigidez cognitiva vs flexibilidad. Tendencia a mantener la misma idea sin importar la evidencia contraria existente. Escasa tolerancia al estrés. Pueden aparecer conductas antisociales o de riesgo (ej. consumo de drogas, agresión) como modo de afrontar el estrés. Tendencia a repetir la conducta. Incapacidad para desarrollar visiones alternativas y formas diferentes de alcanzar metas. Ejemplo: José Enrique Abuín, el Chicle.
- Ausencia de metas y valores. La conducta supedita a las circunstancias ambientales y azarosas. El pensamiento concreto puede dificultar la internalización de valores restringiendo el desarrollo del razonamiento moral. Ejemplo: Fernando Torres Baena, el caso Kárate
- Locus de control externo. Los delincuentes tienden a negar la responsabilidad de sus actos y a explicar su conducta como dependiente de personas o circunstancias fuera de su control. Tendencia a la auto exculpación. Creen que el resultado final de sus actos depende del azar o la suerte. Ejemplo: Bernardo Montoya, asesino de Laura Luelmo.
- Baja autoestima. Relación entre baja autoestima y locus de control externo. El modo en que una persona se siente consigo misma puede estar influida por el grado en que piensa que es capaz de controlar lo que sucede en su entorno. La conducta delictiva puede representar un medio de lograr una sensación de control sobre el mundo (modo de alcanzar autoestima). Ejemplo: Ana Julia Quezada, asesina del Pescaíto.
- Distorsiones perceptuales. Percepción inadecuada de la realidad. Ajustada a sus necesidades y a buscar satisfacción inmediata. Ello afecta al razonamiento, a la comprensión y al juicio. Ejemplo: Jaime Giménez Arbe, el Solitario, asaltante de bancos y asesino de varios policías. Justificaba los crímenes aludiendo a Robin Hood.
- Percepción social inadecuada. Dificultades en el área interpersonal. El conocimiento y la comprensión de los demás son esenciales en la planificación eficaz de la conducta en situaciones interpersonales. Ejemplo: Patrick Nogueira, el descuartizador de Pioz.
- Egocentrismo. Estilo infantil de pensamiento; dificultad para ponerse en el lugar de otros. Expectativas sociales erróneas; tendencia a malinterpretar las acciones e intenciones de las otras personas. Dificultad para apreciar los efectos de su conducta en los demás. Ejemplo: La Manada.
- Bajas habilidades para resolver problemas interpersonales. Los desórdenes de conducta suele asociarse con un afrontamiento ineficaz de las situaciones interpersonales. Los sujetos presentan dificultades en las habilidades de resolución de problemas. Tendencia a la agresividad (vs. asertividad). Ejemplo: Roberto Hernandez Arnaiz, asesino y violador de Sara.

Los delincuentes poseen las siguientes características: cognición impersonal, impulsividad, razonamiento concreto, rigidez cognitiva, baja capacidad de fantasía, ausencia de metas y valores estables, locus de control externo, baja autoestima, percepción social inadecuada, tendencia al egocentrismo y pobres habilidades sociales (resolución de conflictos interpersonales).
La empatía es un rasgo que se va desarrollando a lo largo de la vida, hay hitos vitales que favorecen el desarrollo. Se supone que se distribuye normalmente; es decir, que la moda están las personas con nivel de empatía normal. Hay alejamientos de la curva normal en un 5% en cada extremo. En baja empatía estaría, por ejemplo, Bernardo Montoya y en el otro extremo estaría, por ejemplo, Gandhi. El desafío para el tratamiento y la prevención es sobre el posible desarrollo de la empatía en las personas.

## Características de los delincuentes
Las características que comparten los delincuentes fueron estudiadas minuciosamente por Cesare Lombroso, quien realizó grandes aportaciones al Derecho Penal y a la Criminología con su Teoría del Criminal Nato.
- Psicológicas: impulsividad (grado de impulsividad-capacidad de autocontrol); inestabilidad emocional; capacidad de manipulación (encanto superficial); grandiosidad; narcisismo.
- Cognitivas: cómo procesan la información, pensamientos respecto a su entorno; capacidad de comprensión (no son capaces de reconocer que lo han hecho mal); carecen de flexibilidad cognitiva, de ponerse en el lugar del otro; percepción alterada por distorsiones cognitivas.

- Conductuales: agresividad, tendencia a la actuación.

Otras características del delincuente común:
- Es egoísta, muchas veces opera solo.
- Por lo general no está especializado en un delito específico.
- Proviene de un núcleo familiar problemático por lo general desintegrado, conflictivo, de bajos ingresos, numerosos y con antecedentes delictivos.
- Prácticas de crianza inconscientes o severas, escasa supervisión.
- Relaciones padres-hijos carentes de solidez y afectividad.
- Escaso grado de escolaridad o nulo.
- Hiperactivo, rebelde e impulsivo.
- Laboralmente es poco cualificado, bajo salario y numerosos periodos de desempleo.
- Delitos numerosos durante su adolescencia (13-19 años), algunas veces disminuye entre los 20 y los 30 años.
- A los 30 años probablemente estará separado o divorciado, desempleado o con trabajos de bajo salario.

## Métodos

##### Método V.E.R.A.
Es una técnica psicológica basada en: víctima, escena del delito, reconstrucción del delito y autor del mismo. Una herramienta para trazar perfiles criminales de agresores desconocidos a través de un procedimiento acumulativo y progresivo. Su base se encuentra en el análisis de comportamientos humanos. Puede aplicarse para delitos violentos graves, como secuestro, homicidio, atracos…
Considera que hay que estudiar:
- A la víctima, para comprender las características que la llevaron a ser elegida.
- La escena del delito, estudia los lugares relacionados con el delito, para concluir factores espacio temporales que los caractericen.
- La reconstrucción del delito, con el fin de comprender la manera en la que se produce el delito.
- El autor, es necesario hacer una recopilación sobre todos los datos que se puedan conocer acerca de este.

Respecto a su validez, se puso en práctica en tres investigaciones sobre agresiones sexuales, comprobándose que sus hipótesis se cumplían.